# ازبر
ازبر، روستایی از توابع بخش مرکزی شهرستان فومن در استان گیلان ایران است.
محمدرضا باقرزاده از نخبگان آن منطقه است
.

## جمعیت
این روستا در دهستان گوراب پس قرار دارد و براساس سرشماری مرکز آمار ایران در سال ۱۳۸۵، جمعیت آن ۶۹۱ نفر (۱۷۵خانوار) بوده‌است.